# Nagy rovarevő fapinty
A nagy rovarevő fapinty (Camarhynchus psittacula) a madarak (Aves) osztályának a verébalakúak (Passeriformes) rendjéhez, ezen belül a tangarafélék (Thraupidae) családjához tartozó faj.

## Rendszerezés
A besorolása vitatott, egyes rendszerezők a sármányfélék (Emberizidae) családjába sorolják.

## Alfajai
- Camarhynchus psittacula affinis Ridgway, 1894
- Camarhynchus psittacula habeli P. L. Sclater & Salvin, 1870
- Camarhynchus psittacula psittacula Gould, 1837[2]

## Előfordulása
Az Ecuadorhoz tartozó Galápagos-szigeteken honos. A természetes élőhelye szubtrópusi és trópusi esőerdők és száraz erdők. Állandó, nem vonuló faj.

## Megjelenése
Átlagos testtömege 18.35 gramm.

## Rokon fajok
A nagy rovarevő fapinty közeli rokonságban áll, a Galápagos-szigetek többi pintyével.